# Donzy-le-Pertuis
Donzy-le-Pertuis ist eine französische Gemeinde mit 147 Einwohnern (Stand: 1. Januar 2022) im Département Saône-et-Loire in der Region Bourgogne-Franche-Comté (vor 2016 Burgund). Die Gemeinde gehört zum Arrondissement Mâcon und zum Kanton Cluny.

## Geografie
Donzy-le-Pertuis liegt etwa 20 Kilometer nordwestlich von Mâcon und etwa 38 Kilometer südsüdwestlich von Chalon-sur-Saône am Oberlauf des Flusses Mouge.
Nachbargemeinden von Donzy-le-Pertuis sind Cortambert im Norden und Westen, Blanot im Norden und Nordosten, Azé im Osten und Südosten sowie Cluny im Süden und Südwesten.

## Bevölkerungsentwicklung
| Jahr                      | 1962 | 1968 | 1975 | 1982 | 1990 | 1999 | 2006 | 2011 | 2016 |
| Einwohner                 | 142  | 144  | 122  | 127  | 129  | 132  | 158  | 153  | 166  |
| Quelle: Cassini und INSEE |      |      |      |      |      |      |      |      |      |

## Sehenswürdigkeiten
- Kirche Saint-Julien aus dem 11. Jahrhundert, Monument historique seit 1928/1974

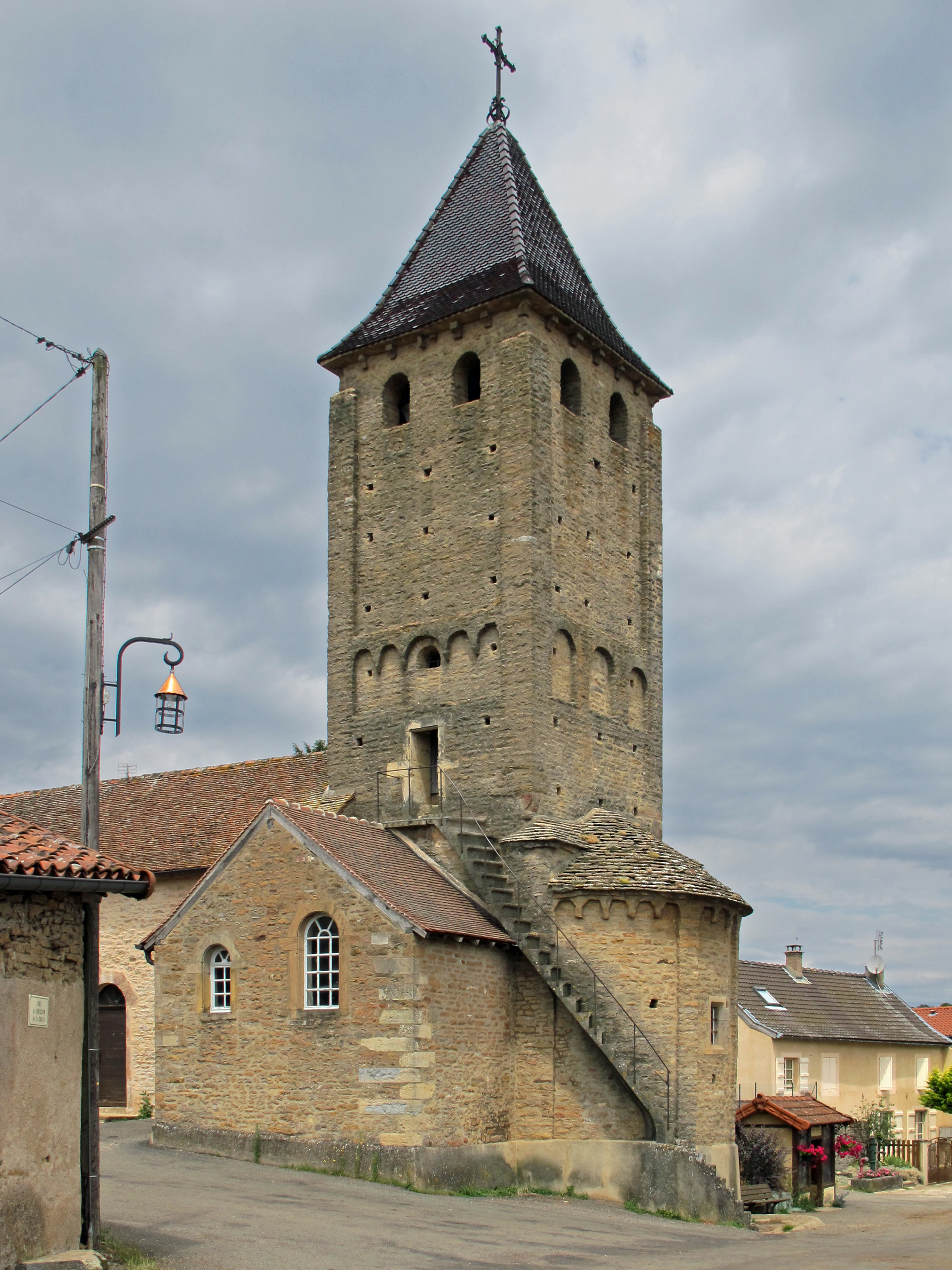
Kirche Saint-Julien